# Danilinho
Danilo Veron Bairros, noto semplicemente come Danilinho (Ponta Porã, 11 marzo 1987), è un ex calciatore brasiliano, di ruolo centrocampista.

## Palmarès

### Club

#### Competizioni nazionali
- Campionato messicano: 1

Tigres UANL: Apertura 2011
- Coppa del Messico: 1

Tigres UANL: Clausura 2014

### Nazionale
- Campionato sudamericano di calcio Under-20: 1

2007